# María Hernández
María Hernández (Pamplona, 24 maart 1986) is een Spaanse golfprofessional. Ze debuteerde in 2010 op zowel de Ladies European Tour als de LPGA Tour.

## Loopbaan
Op 12-jarige leeftijd begon Hernandez te golfen. Later studeerde ze op de Purdue University. In juni 2009 werd ze golfprofessional. In 2010 kreeg ze via de qualifying schools van de Ladies European Tour en de LPGA Tour speelkaarten voor beide tours. In 2010 maakte ze haar debuut in beide tours.
Op 30 mei 2010 behaalde ze haar eerste prof- en LET-zege door het Allianz Ladies Slovak Open te winnen.

## Prestaties

### Amateur
- 2009: NCAA Division I Individual Championship ( USA)

### Professional
Ladies European Tour
| Nr. | Datum       | Toernooi                   | Score           | Score | Info            |
| --- | ----------- | -------------------------- | --------------- | ----- | --------------- |
| 1   | 30 mei 2010 | Allianz Ladies Slovak Open | 72-69-69-70=280 | –8    | Eerste profzege |

## Teamcompetities
Professional
- European Nations Cup ( ESP): 2011